# Лепський Максим Анатолійович
Максим Анатолійович Лепський (23 липня 1969) — доктор філософських наук, професор, декан факультету соціології та управління Запорізького національного університету.

## Наукова біографія
Народився у місті Краматорськ Донецької області. У 1993 році закінчив історичний факультет Запорізького державного університету (ЗДУ, нині Запорізький національний університет, ЗНУ).
1993—1996 р. — керівник авторської програми «Школи виживання» ЦД та ЮТ Шевченківського району м. Запоріжжя.
Засновник та директор з 1996 р. першого в Україні Запорізького обласного центру патріотичного виховання молоді при Запорізькій обласній державній адміністрації.
У 1997 році захистив кандидатську дисертацію з соціальної філософії на тему «Взаємозв'язок життя та смерті: проблема виживання» у спеціалізованій вченій раді при ЗДУ, а у 2006 році захистив докторську дисертацію з соціальної філософії на тему «Взаємозв'язок оптимізму та песимізму: проблема соціальної перспективи» в Інституті вищої освіти Академії педагогічних наук України.
З 1993 року працює у ЗДУ. З червня 2004 р. по 18 сфчня 2019 р.— декан факультету соціології та управління ЗНУ. З січня 2005 р. по березень 2015 р. — завідувач кафедри соціології ЗНУ. З січня 2019 - професор кафедри соціології Запорізького національного університету. З вересня 2019 р. - гарант освітньої програми підготовки бакалаврів "Соціологія медіації та кримінології". З 26 квітня 2020 - науковий керівник Міжнародного кримінологічного центру (м.Київ).
У 2002—2003 р. працював на посадах начальника управління з питань внутрішньої політики Запорізької облдержадміністрації, заступником міського голови з питань діяльності виконавчих органів Запорізької міської ради, завідувачем відділу з питань внутрішньої політики міської ради, 6 ранг держслужбовця (3 категорія).
З 2003 р. є членом спеціалізованої вченої ради К.17.051.01, після перереєстрації у 2009 р. став головою спеціалізованої вченої ради К.17.051.05 (спеціальність 09.00.03 — соціальна філософія та філософія історії) в ЗНУ.
З 2012 р. є головою Дослідницького комітету з соціального прогнозування Соціологічної асоціації України.
З 2016 р. є головою спеціалізованої вченої ради з захисту докторських дисертацій - Д 17.051.05 09.00.03 – соціальна філософія та філософія історії. Наказ МОН України № 241 від 09.03.2016.

## Основні напрями наукової діяльності
- дослідження соціальних перспектив
- соціальне та політичне прогнозування
- проблеми виживання
- прийняття політичних рішень.

## Основні публікації
Має більш ніж 280  наукових робіт, серед яких монографії, статті, методичні рекомендації.
Монографії:
1. Грушевой Ю. Н., Лепский М. А. Адаптация в воинском коллективе. — Запорожъе: ОЦПВМ, 1996. — 2,1 д.а
2. Свет и тень социальной перспективы. — Киев: Молодь, 2000. — 410с.
3. Энциклопедия рукопашного боя. — Киев: Леся, 2003. — 540 с.
4. Лепський М. А. Розділ ІХ. Соціальні діагностика, прогнозування та проектування. Параграф 1. Сутність соціальної діагностики., Параграф 2. Методологічні принципи соціального прогнозування. //Воловик В. І., Лепський М. А., Бутченко Т. І., Краснокутський О. В. Соціальна філософія. Монографія. — Запоріжжя: Просвіта, 2011. — 376с. — С.211-278.
5. Стратегічне прогнозування політичних ситуацій та процесів" (за заг. ред. М. А. Лепського). — Запоріжжя: ЗНУ, 2012. — 602 с.
6. Розділ.Цілісність місцевого розвитку спрямованного на громаду //Місцевий розвиток за участю громади: монографія у 2 т.  – Суми: Університетська книга, 2013. – Т.1. : теоретичні основи сталого місцевого розвитку орієнтованного на громаду /за заг. ред. Ю.Петрушенко, 2013. - 352 с. – с. 35-64.
7. Розділ 3. Міра розвитку у модернізації: зміст, виклики та деформація //Перспективи та напрямки модернізації політичної системи України: монографія. / заг. Ред Кіндратець О.М. – Запоріжжя: Запорізький національний університет, 2014. – С.68-93
8. Сталий розвиток суспільства: Запорізький регіональний досвід: монографія /укладачі Лепський М.А.,Дударева І.В., заг.ред. Лепського М.А. - Запоріжжя: КСК-Альянс, 2015. - 198с.
9. Лепський М.А. Соціальна фрактальність сталого людського розвитку / М.А. Лепський // Сталий людський розвиток місцевих громад : Наукові праці ВНЗ-партнерів Проекту ЄС/ПРООН "Місцевий розвиток, орієнтований на громаду"[укладачі : М.А. Лепський, І.В. Дударева]; за заг. ред. М.А. Лепського. -К.:Проект ЄС/ПРООН "Місцевий розвиток, орієнтований на громаду", 2015. - 464с. - С. 19-44.
10. Lepskiy Maksim Bezpieczeństwo człowieka w wymiarze lokalnym, państwowym i międzynarodowym a współczesne funkcjonowanie granicy //Konflikty etniczne i wyznaniowe abezpieczeństwo w wymiarze lokalnym, państwowym i międzynarodowym. /Wybrane aspekty pod redakcją Elżbiety Szyszlak i Tomasza Szyszlaka. Uniwersytet Wrocławski & Zakład Wydawniczy, KRAKÓW «NOMOS», 2016. S. 189 - 228.
11. Миротворення в умовах гібридної війни в Україні / за заг.  ред. М.А. Лепського (англ., укр., рос. мовами). – Запоріжжя: КСК-Альянс, 2017. – 179 с.
12. Лепський М.А. Медійні світи: спроба реконструкції та прогностичних висновків // Медіакультура в контексті міждисциплінарних досліджень: Монографія / за загал. наук. ред. В. В. Березенко, М. А. Лепського, О. О. Семенець; відп. ред. К. Г. Сіріньок-Долгарьова. Запоріжжя : Кераміст, 2017. C.178-223.
13. Нариси розвитку соціологічної думки у Нижній Наддніпрянщині (1860-1917 роках та 70-90 х роках ХХ століття)/ за заг. ред. М.А. Лепського. Запоріжжя: КСК-Альянс, 2018. 241с.
14. Лепський М.А. Миротворення як об`єкт агресії інформаційних війн в медіапросторі // Феномен пропаганди та антипропаганди у сучасному світі: історико-політологічний дискурс / За науковою редакцією Г.М. Васильчука, О.М. Маклюк, М.М. Бессонової. Запоріжжя: Інтер-М, 2018. С.57-65.
15. Лепский М.А., Мальцев О.В., Самсонов А.В. Фотография как источник научной информации / Монография. Днепр: Середняк Т. К., 2020. 322 с.
16. . Мальцев О.В., Лепский М.А., Самсонов А.В. Невидимый ангел или что фотографировать. Одесса: ЧП «Издательский дом «Патриот», 2020. 274 с.
17. Лепський М.А. Соціологія агресії: монографія. Запоріжжя: КСК-Альянс, 2022. 289 с.
18. Лепський  М.А.  Соціологія медіації  та  миротворення :  до питання  про загальну теорію медіації : монографія. Запоріжжя: ЦНСД, 2023. 160 с. 10.3 ум.д.а.
19. Лепський М.А. Профайлінг злочинця та політика: монографія. Запоріжжя: КСК-Альянс, 2024. 385с. 24ум.д.а.
20. . Візуальна соціологія в кримінології (з практики студій соціологів, медіаторів та кримінологів). Колективна монографія /Головний редактор М.А. Лепський, наукові редактори: О.В. Мальцев, В.О. Скворець, Т.Ф. Бірюкова, О.П. Масюк. Технічний редактор І.О. Кудінов. Запоріжжя: КСК-Альянс, 2024. 568с

Навчальні посібники:
1. Лепський М. А. Тема ІХ. Соціальні діагностика, прогнозування та проектування. Параграф 1. Сутність соціальної діагностики. Параграф 2. Методологічні принципи соціального прогнозування. //Воловик В. І., Лепський М. А., Бутченко Т. І., Краснокутський О. В. Основи соціальної філософії Навчальний посібник /За загальною редакцією В. І. Воловика. — Запоріжжя: Просвіта, 2011. — 320с. — С.221- 255.
2. Основи соціальної філософії: навчальний посібник [Воловик В.І., Лепський М.А., Бутченко Т.І,, Краснокутський О.В.]; за заг. ред. В.І. Воловика. –  2-е вид.,  з грифом МОН – Запоріжжя: Просвіта, 2012. – 320 с
3. Основи стратегічного прогнозування політичних ситуацій та процесів: навчальний посібник [Воловик В. І., Лепський М. А., Гугнін Е. А. та ін.]; за заг. ред. М. А. Лепського. — Запоріжжя: КСК-Альянс, 2012. — 468 с.
4. Основи стратегічного прогнозування політичних ситуацій та процесів: навчальний посібник [Воловик В. І., Лепський М. А., Гугнін Е. А. та ін.]; за заг. ред. М. А. Лепського.; 2-ге видання, з грифом МОН;— Запоріжжя: ЗНУ, 2015. — 464 с.
5. Лепський М. А. Тема 2. Образ міста у муніципальному плануванні //Участь  молоді в  молодіжному  муніципальному  плануванні: навчально-методичний  посібник /  За  заг. ред.  Т.І. Бутченка. – Запоріжжя: КСК-Альянс, 2016. – 99 с.
6. Лепський М.А. Проблемно-цільовий підхід у стратегічному плануванні (п.1.3, 1.8, 1.9, 1.10 I модулю)// Участь місцевих громад у муніципальному плануванні Під ред. Бутченко Т.І.; Лепського М.А., автори: Бутченко Т.І.; Лепський М.А.; Кулик М.А; Пеньков О.Ю.; Шмиголь Н. М.; Бойко Г. В., Хендбук «Гуртуємо громаду». Посібник. – Запоріжжя, USAID, 2017. – 83с.
7. Лепський М. А., Лепська Н.В. Метод «Прогнозування за аналогією». #GS Геополітичні студії. Робоча книга. Handbook #1 / М.А. Лепський, Н.В. Лепська, за заг.ред. М.А. Лепського. – Запоріжжя: КСК-Альянс, 2017. –  62с.
8. Лепський М. Моделювання у системному дослідженні //Методологія досліджень мас-медіа: робоча книга (handbook) / за заг. ред. К. Г. Сіріньок-Долгарьової. – Запоріжжя : ЗНУ, 2017. 156 с.
9. Лепський М. А., Лепська Н.В. Стратегування розвитку громади: раціональний підхід відповідно до Цілей сталого розвитку. Робоча книга. Handbook / М. А. Лепський, Н. В. Лепська, за заг. ред. М .А. Лепського. – Запоріжжя : КСК-Альянс, 2017. – 44 с.
10. Лепський М. А., Лепська Н. В. Метод GSP-Space та SWOT/TOWS-аналіз: у геополітичних дослідженнях. #GS Геополітичні студії. Робоча книга. Handbook #2 / М. А. Лепський, Н. В. Лепська, за заг. ред. М. А. Лепського. – Запоріжжя : КСК-Альянс, 2018. – 95 с.
11. Лепський М. А., Лепська Н. В., Бутченко Т. І. , Кудінов І. О. Стратегування розвитку об’єднаної територіальної громади (Робоча книга/Handbook). Навчальний посібник /За заг.ред. М. А. Лепського. Запоріжжя : ЗЦППКК, 2019. 48с.
12. Лепский М. Магия Winner-переговоров 1.0. Этапы обучения. Рабочая книга. Handbook. Запорожье: КСК-Альянс, 2019. 65с., с илл.

Підручники:
1. Лепский М.А. Качественные методы социального прогнозирования: методология, методика. практика: учебник / М.А. Лепский. Запорожье: КСК-Альянс, 2016. 444 с.
2. Лепський М. А. Якісні методи соціального прогнозування: методологія, методика, практика: підручник / М. А. Лепський. Запоріжжя: КСК-Альянс, 2016.  440 с.
3. Лепський М.А. Якісні методи соціального прогнозування: методологія, методика, практика: підручник / М.А.Лепський. 2-е видання, доп. І випр. Запоріжжя: КСК-Альянс, 2022. 440с
Статті:
1. Діалектика минулого та майбутнього у перспективі дослідження соціального часу // Культурологічний вісник. Науково-теоретичній щорічник Нижньої Наддніпрянщини. — Запоріжжя, 2009. — Вип. 23.
2. Феномен соціально-технологічного укладу // Культурологічний вісник. Науково-теоретичній щорічник Нижньої Наддніпрянщини. — Запоріжжя, 2010. — Вип. 24.
3. Динаміки організації часу соціальним суб'єктом // Ноосфера і цивілізація. — Донецьк, 2010. — Вип. 8(11).

1. Лепський М. А. Темпоральність як основна генералізація типології прогнозів // Сучасна українська політика. Політики і політологи про неї., 2011- № 22. -с. 63-73(0,7 д.а.).
2. Лепський М. А. Діагностичні метафори як практики повсякденності //Культурологічний вісник. Науково-теоретичній щорічник Нижньої Наддніпрянщини. — Запоріжжя, 2011. — Вип. 26. — С.83-89. www.nbuv.gov.ua/portal/Soc_Gum/Kultv/2010_26/14_lepsk.pdf
3. Лепський М. А. Методологічні орієнтації методів прогнозування у практиці суб'єктів управління //Культурологічний вісник. Науково-теоретичній щорічник Нижньої Наддніпрянщини. — Запоріжжя, 2011. — Вип. 27. — С.71-77.
4. Лепский М. А. Прогнозный сценарий: предметное поле и смысловые составляющие //Культурологічний вісник. Науково-теоретичній щорічник Нижньої Наддніпрянщини. — Запоріжжя, 2012. — Вип. 28. — С.47-53.
5. Лепський М. А. Декомпозиція та комбінаторика у моделюванні політичних процесів //Культурологічний вісник. Науково-теоретичній щорічник Нижньої Наддніпрянщини. — Запоріжжя, 2012. — Вип. 29.
6. Лепський М.А. Прогнозний сценарій у стратегуванні політичних процесів //Культурологічний вісник. Науково-теоретичній щорічник Нижньої Наддніпрянщини. – Запоріжжя, 2013. – Вип. 30. – С.56-62.
7. Лепський М.А. Методологічні виклики визначення поняття «соціальний розвиток» //Культурологічний вісник. Науково-теоретичній щорічник Нижньої Наддніпрянщини. – Запоріжжя, 2013. – Вип. 31. – С.73-79.
8. Лепский М.А. Существенные сдвиги модернизации как детерминанты определения направления прогнозирования //Соціальне прогнозування та проектування майбутнього України. Матеріали ІІІ Міжнародної наукової конференції 29 березня 2013 року. – Запоріжжя: ЗНУ, 2013. – С.6-11.
9. Лепський М.А. Предметне поле соціального прогнозування // «Соціологія та суспільство: взаємодія в умовах кризи». ІІ Конгрес Соціологічної асоціації України.Харків, 17-19 жовтня 2013р. – Х.: ХНУ , 2013. – С.274-275.
10. Лепский М.А. «Четвертый мир» как усложнение проблемы миграции// Международную интернет-конференцию «Модели миграционного поведения в условиях трансформации Евразии» 24-27 февраля 2014. Режим доступа - https://web.archive.org/web/20141204222351/http://www.cis-center.com/index.php/24-27-/70-24-27-/1048-l-r-
11. Лепский М.А. Интеграционные вызовы Украины как проблема субъектности // Современные евразийские исследования / Под ред. Голуба Ю.Г. – Саратов, 2014. – Вып. 1. – С.10-16.
12. Лепский М.А. Этимологическое поле и определение сущности понятия «сложность» //Культурологічний вісник. Науково-теоретичній щорічник Нижньої Наддніпрянщини. – Запоріжжя, 2014. – Вип. 32. – С.82-88.
13. Лепский М.А. «Научная школа»: определение предметного поля, социальные потребности и деформация //Культурологічний вісник. Науково-теоретичній щорічник Нижньої Наддніпрянщини. – Запоріжжя, 2014. – Вип. 33. – С.81-89.
14. Лепский М.А. «Дизайнерская» деформация как угроза модернизации развития политической системы Украины //Соціальне прогнозування та проектування: модернізація політичної системи України. Матеріали Міжнародної наукової конференції 28 березня 2014 року. – Запоріжжя: КСК-Альянс, 2014. – С.9-12.
15. Лепський Максим СТРАТЕГІЧНЕ ФОКУСУВАННЯ У ВІЙСЬКОВОМУ КОНФЛІКТНОМУ ПРОТИСТОЯННІ В УКРАЇНІ // Східноукраїнський конфлікт в контексті глобальних трансформацій / Український інститут стратегій глобального розвитку і адаптації; Український культурологічний центр. – Донецьк, 2015. – С.189-195. Режим доступу - http://uisgda.com/wp-content/uploads/2015/04/Sh_dnoukrayinskiy-konfl_kt_Ukr.pdf [Архівовано 10 жовтня 2015 у Wayback Machine.]
16. Лепский М.А. Стратегирование в визии современного функционирования границы //Культурологічний вісник. Науково-теоретичній щорічник Нижньої Наддніпрянщини. – Запоріжжя, 2015. – Вип. 34. – С.58-64.
17. Лепський М.А. Ідея «людського розвитку» в контексті вивчення трансформаційних фаз новації (біографічний метод розвитку ідеї) //Сталий розвиток суспільства: Запорізький регіональний досвід: монографія /укладачі Лепський М.А.,Дударева І.В., заг.ред. Лепського М.А. - Запоріжжя: КСК-Альянс, 2015. – С.12-28.
18. Лепський М.А. Наукові школи у сучасній Україні /М.А. Лепський //Нова парадигма : філософія, політологія, соціологія : журн. наук. пр. / Нац. пед. ун-т ім. М. П.Драгоманова, ТО "Нова парадигма". – К.: Вид-во НПУ ім. М. П. Драгоманова, 2015. – Вип. 127. – С. 231-234.
19. Лепський М.А. Теорія соціальної фрактальності: до постановки проблеми та визначення предметного поля //Культурологічний вісник. Науково-теоретичній щорічник Нижньої Наддніпрянщини. – Запоріжжя, 2016. – Вип. 35. – С.65 -72.
20. Лепський Максим  Миротворення в умовах гібридної війни в Україні: визначення миротворчих процесів, часова  перспектива, історичні аналогії // Східноукраїнський  конфлікт  в контексті  глобальних трансформацій.  Збірник статей.  Випуск  2. –  Київ:  Український інститут стратегій глобального розвитку і адаптації, 2016. –С.119-148.
21. Скворец В., Лепський М. Воловик Віталій Іванович //Історія соціологічної думки:  навчальний енциклопедичний словник-довідник / за наук.ред. В.М. Пічі [Н.В. Коваліско, В.М. Онищук, Н.М. Цимбалюк та інші]. – Львів: «Новий світ-2000», 2016. – 687с. – с.492-495.
22. . Lepskyi Maksym, Lepska Nataliia The war in Ukraine as the challenge to NATO: from peacekeeping to peaceengineering. (Lepskiy, M., & Lepska, N. (2022). The War in Ukraine and its Challenge to NATO: Peacekeeping to Peace Engineering. American Behavioral Scientist, Q1 0(0). https://doi.org/10.1177/00027642221144833
23. Lepskiy M., Utiuzh I., Pavlenko N. THE FUTURE OF MEDICINE: A SOCIO-PHILOSOPHICAL ASPECT // Scientific discussion (Praha, Czech Republic). VOL 1, No 73, (2023) P.53-58 http://sdjscience.com/wp-content/uploads/2023/02/Scientific-discussion-No-73-2023.pdf
24. Лепський М. Людиновимірність у кримінологічному профайлінгу злочинця //Міжнародна та національна безпека: теоретичні і  прикладні  аспекти  :  матеріали  VІІ  Міжнар. наук.-практ.  конф.  (м. Дніпро, 17  бер.  2023 р.). Дніпро  :  Дніпроп. держ.  ун-т  внутр. справ,  2023. 812 с. DOI: 10.31733/17-03-2023 С.295-297.
25. Lepskyi, M., Masiuk, O., Skvorets, V., Kudinov, I. (2023). Decision-making attractors in the conditions of war (the modern Russian-Ukrainian war example). Amazonia Investiga, 12(61), 193-201. https://doi.org/10.34069/AI/2023.61.01.20 WoS Q2
26. Lepskyi Maksym, Kudinov Igor, Lepska Natalia, Rustesky Alexander (2023). The impact of metacognitive changes of digitalized consciousness on public administration. CUESTIONES POLITICAS. Vol. 41 Núm. 79. Octubre-Diciembre 2023. WoS Q3 р. 253-277 https://produccioncientificaluz.org/index.php/cuestiones/article/view/41018/47158
27. Лепський М. Сценарування майбутнього як визначення миру та відновлення у післявоєнній Україні // Матеріали  XIІІ  Міжнародної  наукової  конференції  «Соціальне  прогнозування  та проєктування майбутнього: перемога, мир та відновлення у післявоєнній Україні» (28 квітня 2023 року, м. Запоріжжя) / І.О. Кудінов (гол. ред.), М.А. Лепський (наук. ред.); ред. кол.: Т.Ф. Бірюкова, Н.В. Лепська, Т.І. Бутченко, В.О. Скворець, Є.Г. Цокур. Запоріжжя :, 2023. 202 с. С.3-8.
28. Лепський М. (2023) Украинская наука во время войны // Granite of Science. Scientific and popular journal. Chief Editor Anastasia Guzhva. Latvia, Riga. 30.03.2023  URL - https://un-sci.com/ru/2023/03/30/ukrainskaya-nauka-vo-vremya-vojny/ Лепський М. А. Украинская наука во время войны. Granite of Science. Scientific and popular journal. Chief Editor Anastasia Guzhva. Latvia, Riga.. 2023. № 11. C. 114-121. URL: https://un-sci.com/ru/2023/05/23/novyj-vypusk-nashego-zhurnala-ukrainskaya-nauka-i-uchenye-vo-vremya-vojny/.
29. Лепский Максим. (2023) От неизвестной войны к новой политэкономии // Granite of Science. Scientific and popular journal. Chief Editor Anastasia Guzhva. 10. Latvia, Riga. P.60-63 URL - https://un-sci.com/wp-content/uploads/2023/01/granit-10-postranichno-szhatyj.pdf
30. Лепский Максим (2023). Война за меритократию// Granite of Science. Scientific and popular journal. Chief Editor Anastasia Guzhva. 10. Latvia, Riga. P.192-195. URL - https://un-sci.com/wp-content/uploads/2023/01/granit-10-postranichno-szhatyj.pdf
31. Lepskyi M. CENTERS OF ATTRACTION AND REPULSION IN THE SCENARIO COMPREHENSION OF THE COUNTRY'S TRANSITION FROM WAR TO PEACE //MOKSLAS IR PRAKTIKA: AKTUALIJOS IR PERSPEKTYVOS Mokslinių straipsnių rinkinys/ THEORY AND PRACTICE: PROBLEMS AND PROSPECTS Scientific articles, Lietuvos Sporto Universitetas, Sporto Ir Turizmo Vadybos Katedra/ Kaunas 2023. ISSN 2345-007X. P.87-98. http://dspace.lsu.lt/bitstream/handle/123456789/116/Straipsniu%20rinkinys_publikavimui.pdf?sequence=1&isAllowed=y
32. Лепський М. Переосмислення людиновимірності міста в умовах та після війни// Київські філософські студії-2023 : Матеріали VІ Всеукраїнської наукової конференції (м. Київ, 19 травня 2023 р.) : тези доповідей / за заг. ред. проф. Р.О. Додонова. Київ: Київський університет імені Бориса Грінченка, 2023. – 420 с. С.47-51.
33. Лепський Максим Фактчекінг та верифікація миротворчості в умовах війни. // Managerial, social and technological innovations – the basis of the public good. Управлінські, соціальні та технологічні інновації в основі суспільного блага. Vadybinės, socialinės ir technologinės inovacijos – visuomenės gerovės pagrindas. Collection of theses of the International Scientific - Practical Conference. Збірник тез Міжнародної науково-практичної конференції. Tarptautinės mokslinės – praktinės konferencijos tezių rinkinys. 30 May 2023 -31 May 2023. Marijampole, 2023. 90 с. С.44-45.
34. Lepskyi Maksym, Lepska Nataliia The Phenomenon of the Terrorist State in Contemporary Geopolitics: Attributive, Static, and Dynamic Characteristics.  American Behavioral Scientist, © 2023 SAGE Publications , Article Reuse Guidelines Q1 https://journals.sagepub.com/doi/10.1177/00027642231214080
35. Лепський М. Турбулентність корпоративної культури вищої освіти в умовах невизначеності // Сучасна вища освіта: досягнення, виклики та перспективи розвитку в умовах невизначеності: Матеріали I Міжнародної науково-практичної конференції, присвяченої 100-річчю Мелітопольського державного педагогічного університету імені Богдана Хмельницького (Запоріжжя – Мелітополь – Київ, 05–06 жовтня 2023 р.). Запоріжжя: Видавництво МДПУ ім. Б. Хмельницького, 2023. 370с. С.54-59.
36. Лепський М. “Туман війни” як невизначеність у прогнозуванні // Міжкультурна комунікація і глокалізаційні процеси у соціологічному вимірі: збірник матеріалів IV Всеукраїнської науково-практичної конференції (м. Київ, 15 листопада 2023 р.) / під заг. ред. М.В. Трофименка. Київ: МДУ, 2023. 100 с. С.43-46.
37. Лепський М. Архетипічне походження терору, як «вершника війни», та виміри сценарної відповіді // Збірка матеріалів VІІІ Всеукраїнської науково-практичної конференції «Придніпровські соціологічні читання» (м. Дніпро, 6 жовтня 2023 року) / відповідальний за випуск, професор В.В. Кривошеїн. Дніпро: Видавничо-поліграфічний дім «Формат А+», 2023. 165 с. С.27-31.

## Нагороди
- Орден За заслуги перед Запорізьким краєм. III Ступінь. (23.11.2011).
- Почесний знак ТСОУ (30.11.2009).
- Орден За заслуги перед Запорізьким краєм. II Ступінь. (26.12.2013).

## Коло особистих інтересів
- експерт з проблем виживання на ТРК Алекс у авторській програмі Дмитра Іванова «Школа виживання» з 2003 року;
- рукопашний бій, тренер з 1989 року, засновник школи рукопашного бою «Ярчук», генеральний директор Міжнародної федерації виживання.